# Символ (психоанализ)
Символ (др.-греч. σύμβολον — (условный) знак, сигнал) — образ, наделенный знаковостью и смыслом, имеющий отношение к чему-то другому и являющийся его представителем. Связь между символами и тем, с чем они соотносятся, строится на ассоциации идей и обычно устанавливается путём соглашения. Во всех этих случаях, однако, связь между символом и референтным объектом имеет сознательный характер, тогда как психоаналитическую теорию символизма интересует бессознательное замещение одних образов, идей или действий другими.

## Подходы Фрейда и Джонса
В работах Фрейда можно выделить два взгляда на символизм — «узкий» и «широкий». Период в творчестве Фрейда с 1900 по 1913 считается центральными для развития идей «узкого» подхода, хотя в это время уже закладываются основные идеи «широкого» подхода. В дальнейшем, под влиянием критики и благодаря вкладу Джонса, Фрейд сформировал «широкий» подход к символизму, который включал в себя и прежние его взгляды.

### «Узкий» подход Фрейда
«Узкий» подход Фрейда состоит из общих требований и некоторых специфических характеристик символов. Согласно этим требованиям, термин «символ» используется для обращения к некоторым элементам, которые возникают в снах (но так же и в мифах, сказках, фольклоре и т. п.), и которые отличаются от всех другого бессознательного, непрямого, замещающего, репрезентативного материала, используемого для защиты. Фрейд утверждал, что символы выделяются из других форм косвенной репрезентации по трём специфическим характеристикам:
- Символы «немые» или «безмолвные» — сновидец (пациент) не способен назвать никаких ассоциаций с этими символами. По словам Фрейда, ассоциации сновидца очень слабо помогают в понимании символов.
- Символы имеют постоянные значения. Из этого следует, что не существует «индивидуальных символов».
- Символы филогенетически наследуются. Это объясняет их постоянное, универсальное значение. Знания символических связей и значений нельзя приобрести при обучении. Они являются бессознательным, филогенетически передаваемым «архаическим наследством», универсальным кодом, который может быть найден во сне, мифах, фольклоре и т. д.[5]

Из этих трёх специфических характеристик, согласно Фрейду, имеется три следствия: во-первых, это неизбежно приводит к ламаркизму. Во-вторых, символизм становится существенной частью «языка бессознательного». В-третьих, символ — не результат работы цензуры, а так же не результат работы со сновидениями. Символы всегда присутствуют в бессознательном, и только используются цензурой. Таким образом, символизация не только отделяется от других механизмов образования сновидений (конденсация, смещение, графическое представление), но и представляет собой четвёртый вид отношения между явным и скрытым содержанием.

### ВкладЭ.Джонсав разработку подхода Фрейда
Э.Джонс предложил способ включения «узкого» подхода Фрейда в его «широкий» подход к символизации. Джонс вводит понятие «истинного символизма» и приравнивает это понятие «узкому» подходу Фрейда. В «истинном символизме» содержится только результат работы бессознательного, поэтому связи между символом и значением могут быть названы «жесткими». Против этого была направлена критика «узкого» подхода Фрейда к символизму. Кроме этого критике подвергалось игнорирование сознательных процессов. «Узкая» теория Фрейда не рассматривала формирование символики как непрерывный процесс, в котором участвуют сознательное и бессознательное, первичные и вторичные процессы. Под давлением критики, Джонс внёс ряд модификаций в теорию символизма, а так же ввёл понятие «метафора». В результате, вместо деления символизма на две категории и ограничения теории символизма одной из этих категорий, «широкий» подход Фрейда включает в себя три категории (А, В, С), концентрируя внимание на двух из них (А, В). Категория «А» включает «истинный символизм» Джонса. Например, змея символизирует фаллос. Символы образуются по формуле: конфликт-подавление-сублимация. Категория «В» состоит из сознательных реакций и сублимации бессознательных комплексов. Например, змей сознательно символизирует мудрость, независимо от связи змея-фаллос в «А», но является защитной реакцией на неё. Категория «С» состоит из «метафор», которые были образованы сознательно и не связаны с защитой.

### «Широкий» подход Фрейда
Основные черты «широкого» подхода Фрейда можно отметить в следующих положениях:
- Существуют два класса символов: традиционные и нетрадиционные (conventional/non-conventional). Существуют проблемы по их соотношению, но в центре внимания находится второй класс символов, так как эти символы спорные и нуждаются в объяснение (они появляются в снах, мифа, искусстве, ритуалах и т. п.). Нетрадиционные символы имеют различные названия: «не хаотичные», «уплотнённые», «нелогические». Эти символы отличаются от языка и традиционных символов тем, что нетрадиционные символы не используются для общения или обращения.[10]
- Существует скорее единый континуум нормальный/ патологический символ, а не дихотомия. Так «нормальными» являются социально приемлемые символы, не рассматриваемые как невротические (например, старая дева, которая держит домашнее животное как компаньона-заместителя, на которого переносит свою любовь).[9] Сознательно используемые нетрадиционные символы (например, авторами художественных произведений), или же символы, в которых замена может происходить сознательно (рыцарь, который борется за перчатку леди, знает, что борется за леди). «Нормальные» символы включают широкое поле культурного символизма, который является продуктом социально приемлемой «сублимации». «Патологические» символы наоборот не ограничиваются психическими расстройствами. Этот термин может быть применён к механизмам нормальной защиты, например, к снам, мифам и т. п.[11]
- Нетрадиционные символы рассматриваются как защитные заместители, образованные по схеме: конфликт-репрессия-заместитель. Эти символы могут представлять из себя комплекс действий, связей и событий. Символами могут быть в равной мере королева и сложное продуманное ритуалистическое действие при обсессивно-компульсивном расстройстве.[12]
- Основание для символизма (нетрадиционного) лежит в четырёх эмпирических фактах: 1) изначальные первичные объекты и консумматорная активность врождённых инстинктивных влечений; 2) длинный период младенческой зависимости; 3) связь между влечениями и когнитивными структурами, которая приводит к «заинтересованности» восприятия в нахождении сходств между первичными и другими, не первичными, объектами; 4) недоступность этих первичных объектов, а также торможение, главным образом, через репрессию, экспрессии консумматорной активности в отношении конкретных первичных объектов.[10]
- Эти четыре факта приводят к смещению интереса от желаемых, но репрессированных, первичных объектов и действий на частично приятные заменители, которые являются компромиссными образованиями для противоречивых импульсов. Эта замена лежит в основе сновидений, невротических симптомов, мифов, искусства, сказок, обрядов и других религиозных действий. Природа этих образований как частично приятных компромиссов определяется наличием в сознании конкурирующих интересов.[13] Одна часть психики бессознательно принимает символ, чтобы быть символом, а для другой части психики символ — это просто то, чем он является сам по себе. Для подавленных импульсов, символизм является случаем мотивированной ошибочной идентификации, в который символ ошибочно принимают за символизированный и обращаются с ним, как будто он являлся символизированными. Для подавляемых импульсов, нет таких ошибочных убеждений, объекты и действия доступны. Комбинация этих двух процессов в одном человеке приводит (по причинам не объяснённым) к меньшему удовольствию, чем удовольствие, получаемое через первичные объекты и активности.[13]
- Символизм может быть индивидуальным или универсальным, но большая часть символов, найденных в культуре, носит универсальный характер. Это связано со сходством в онтогенезе отдельных ей представителей.
- В символизме всегда переплетены сознательные и бессознательные процессы. Например, в религиозных практиках и ритуалах, провозглашенный символ не просто накладывается, а заменяет бессознательный символ.[12]
- Символизируемое — первично и бессознательно, символ — вторичен и сознателен. Убеждение в идентичности символизируемого и символа — бессознательно, их различение — сознательно. Инстинктивно отвергаемое всегда обменивается на заместитель. Это объясняет однонаправленность символического уравнивания.
- Символ не указывает на «высшую» правду. Всё, на что он указывает, должно быть обнаружено в нашем материальном, пространственно-временном мире.[13]